# Måsjön-Borudamyrens naturreservat
Måsjön-Borudamyrens naturreservat är ett naturreservat i Norrtälje kommun i Stockholms län.
Området är naturskyddat sedan 2001 och är 89 hektar stort. Reservatet omfattar en bäck med omgivande våtmark, Borundamyren och Måsjöns östra del samt skog längre ut. Reservatet består av granskog med inslag av lövträd samt sumpskog.